# 香港海事博物館

香港海事博物館標誌

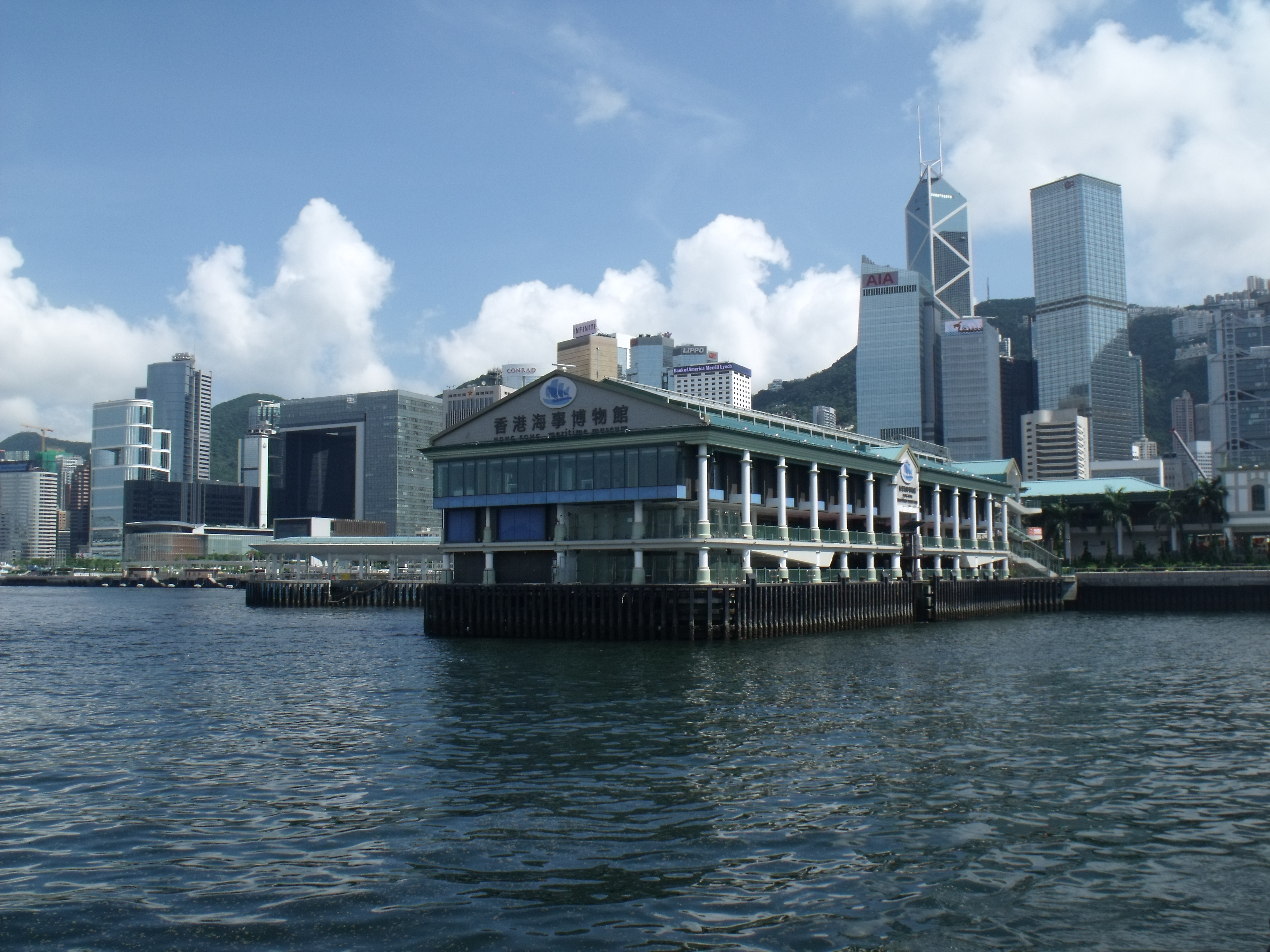
位於中環8號碼頭的香港海事博物館新址

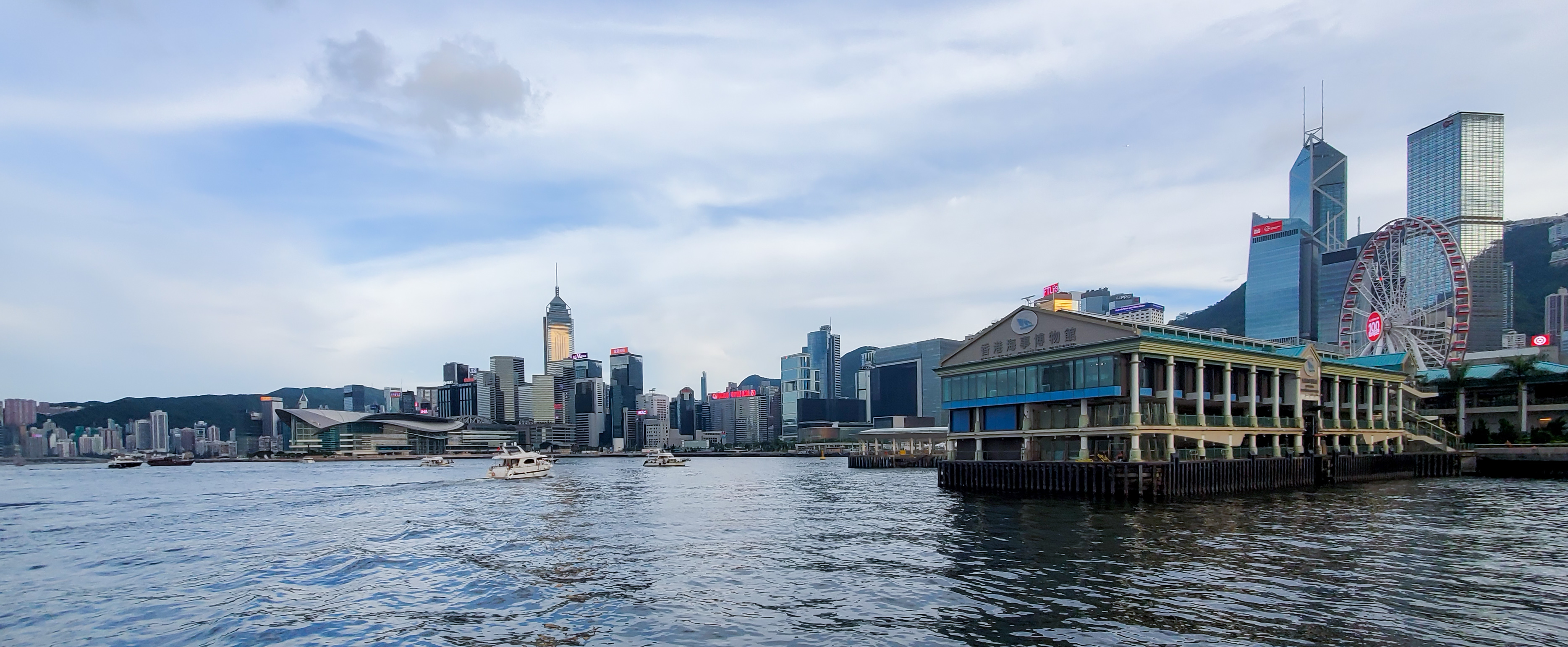
从维港上拍摄的香港海事博物馆

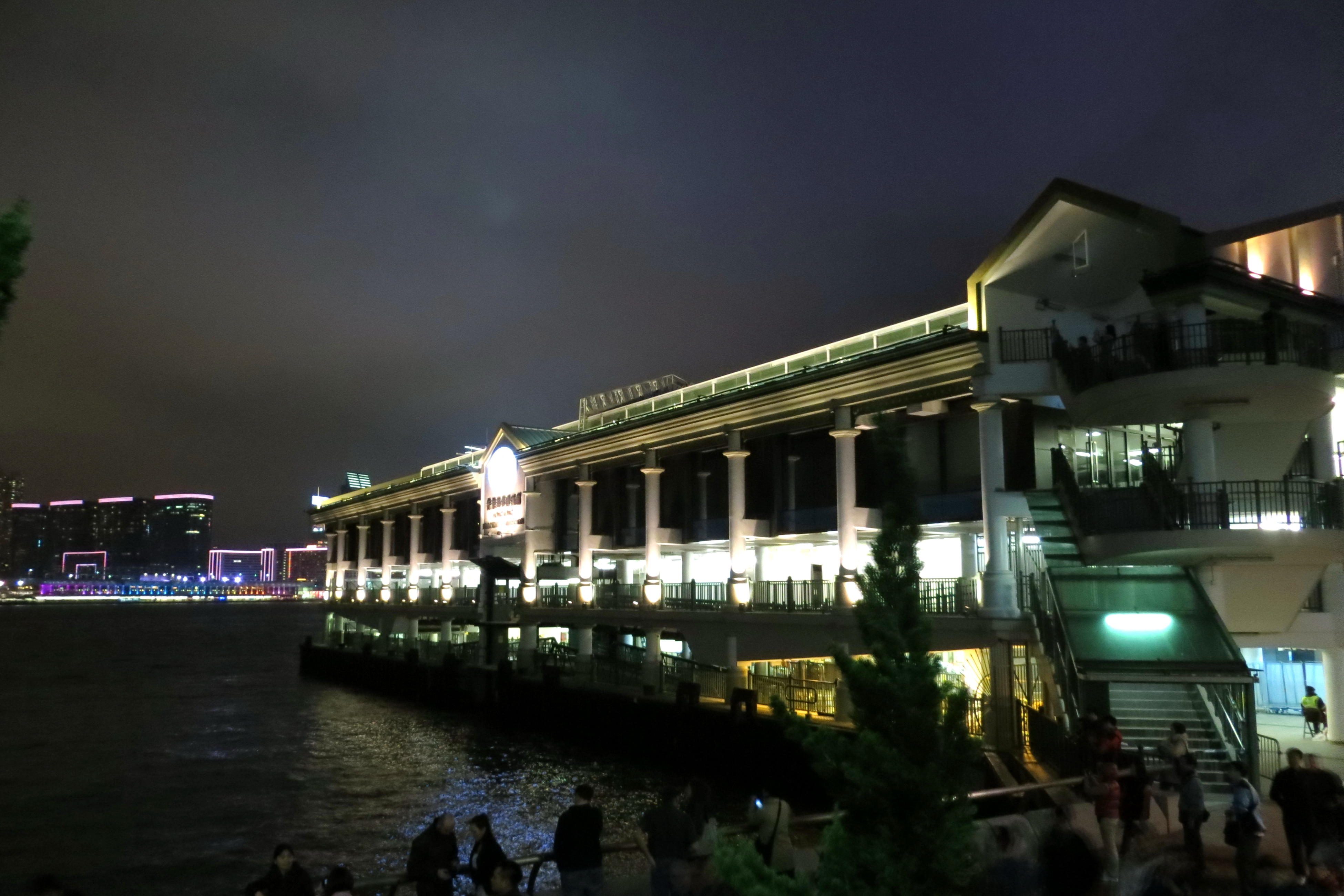
晚間的香港海事博物館

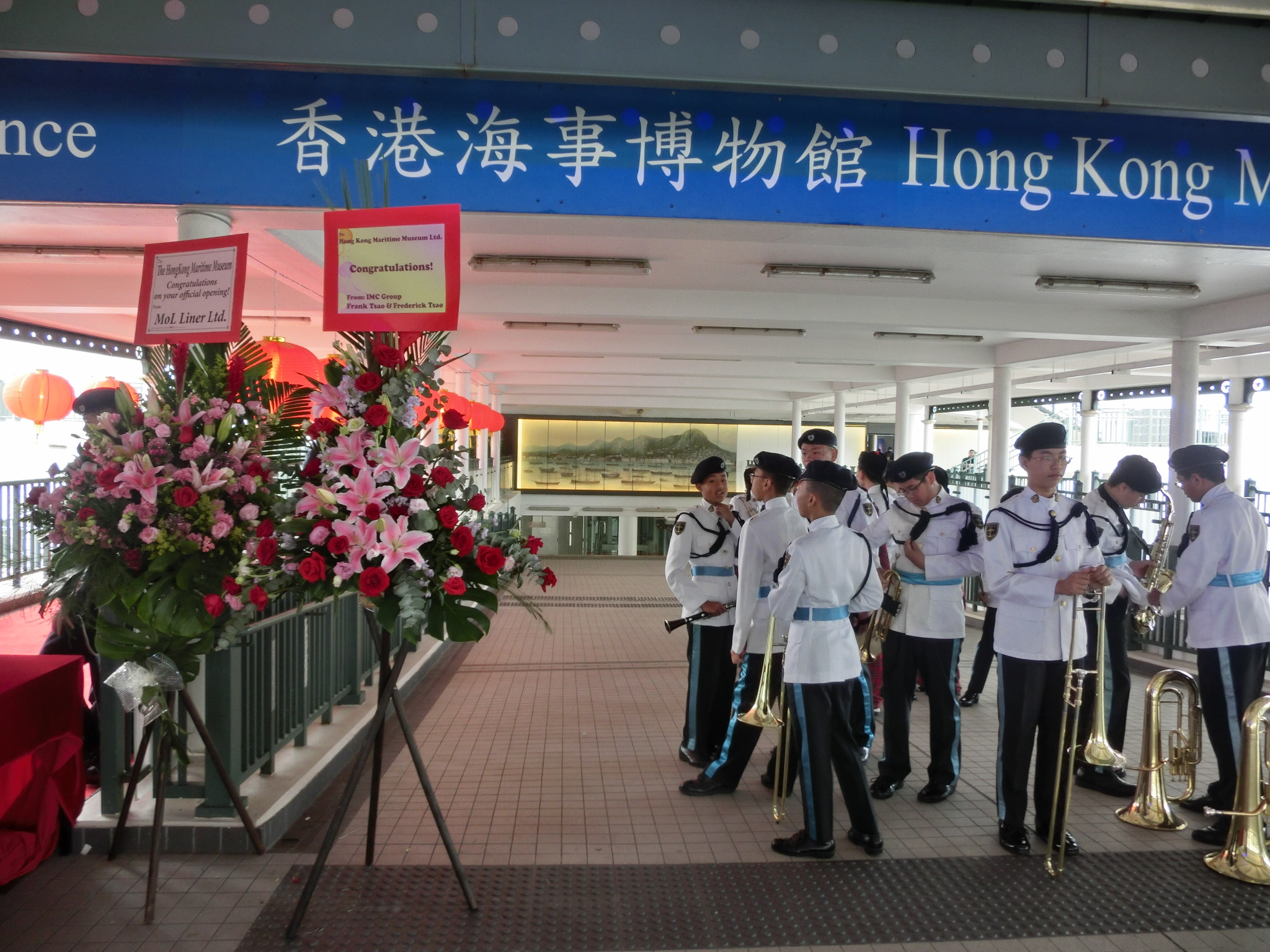
2013年2月26日，香港海事博物館新址開放當日

22°17′12″N 114°09′43″E / 22.28669°N 114.16206°E
香港海事博物館（英語：Hong Kong Maritime Museum）位於香港香港島中西區中環8號碼頭，展示南中國沿岸的航運歷史及香港從中所扮演的角色，由香港國際航運團體經營，由全國政協副主席董建華擔任榮譽贊助人，總監為肖猷思（Joost Schokkenbroek）。香港海事博物館於2005年9月8日於赤柱赤柱廣場美利樓開放，於2013年2月26日遷移至中環8號碼頭的工程完成後，再度開放。

## 歷史

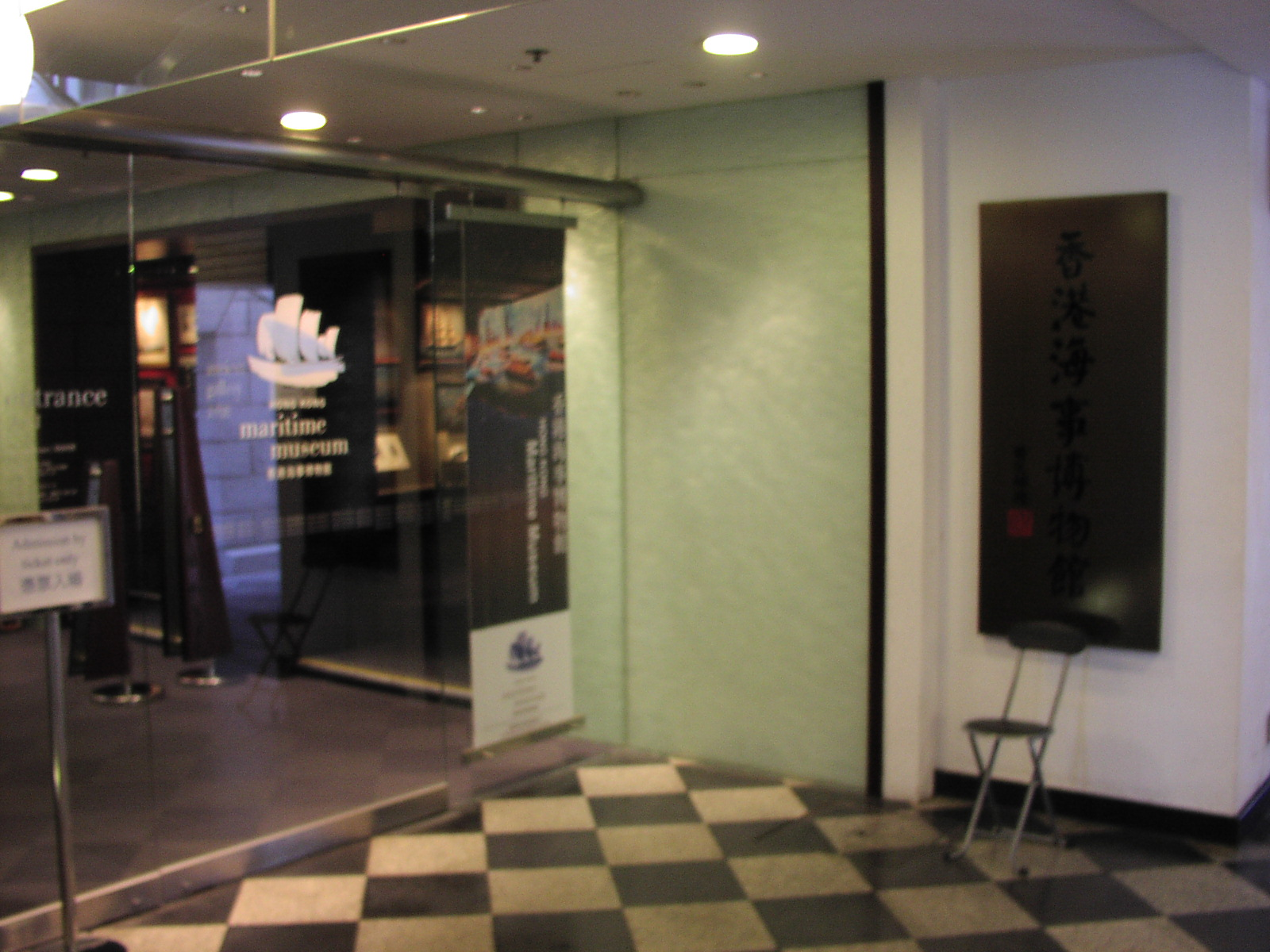
位於赤柱廣場美利樓的香港海事博物館舊址入口

香港海事博物館由香港航運界熱心人士於2003年年底開始籌備興建，人士兩度邀請各界提供財政支持，獲得正面反應，合共82家公司參與了支持博物館開幕及首5年的營運開支；2005年9月8日，位於香港島赤柱美利樓地下的香港海事博物館正式開幕。
由於展館位置並不適中，而且缺乏政府資助，博物館每年虧損達350萬港元。雖然博物館曾經舉辦兩次籌募活動，籌得相當經費作為場館建設及添置設備，使到該館以現有規模能夠營運至2012年年底，但是長遠而言面對財政壓力及展館用地等不明朗因素，博物館決定於2009年檢討海事博物館的前景，並且不排除於2010年8月31日租約期滿後結束營辦運作。
為此，博物館於2008年1月11日提交意向書予民政事務局，並且要求政府產業署將中環碼頭8號碼頭（天星小輪碼頭）一幅面積約2,400平方米（原來規劃作為食肆及茶座用途）的地方批予香港海事博物館作為新址。由於香港海事博物館位於美利樓舊址的租約至2010年8月31日屆滿，中環及灣仔填海計劃亦需要幾年時間以完成，因此博物館計劃在2010年8月前能夠遷往新址。香港政府表示支持香港海事博物館繼續發展，認為該館與香港歷史博物館長期展覽的「香港故事」具有相輔相成的效果，表示將會與博物館就遷館事宜作討論。
2010年4月，博物館公布了新館設計概念，建議於中環8號碼頭下層甲板設立海事文化資源中心及辦公室，上層設有4座展覽廳，以介紹香港港口、中國海事文化及廣州海上貿易等；公眾觀景層則包括了禮品店、水上消閒活動展廳及香港渡輪主題展覽；屋頂觀景層則設有咖啡廳、海圖及領航展覽等。博物館又計劃於新址前的空地裝置紀念海事從業員的海上巨人號船錨作為地標。博物館其後向城市規劃委員會遞交改變土地用途申請，獲得批准，民政事務局向立法會成功申請撥款資助，博物館於2012年進行搬遷，預計於2013年1月月底開幕。搬遷完成後，博物館的面積由舊有的約800平方米大幅度增加至約4,400平方米，新增的設施包括了咖啡室及專題展覽廳等，後者可以租予其他團體舉行短期展覽或者其他活動，以拓闊其收入來源。為到搬遷及擴建計畫，博物館於2009年至2011年總共籌得約9千萬港元，並且成立專項基金；香港政府亦向博物館撥款了約1億2千萬港元作為支援。
2015年3月推出新專題展覽《香港製造：我城‧我故事》。

## 財政來源
香港海事博物館的財政來源集中來自航運及船務公司的贊助及捐贈，佔總收入約80%，入場費及紀念品等其他收入則佔總收入約20%。
2014年3月31日的財政報告顯示，經費來源來自協辦商業活動（包括入場費）佔總收入約41%、政府資助佔總收入約27%及博物館的信託基金會佔總收入約32%。

## 主要設施

### 舊址

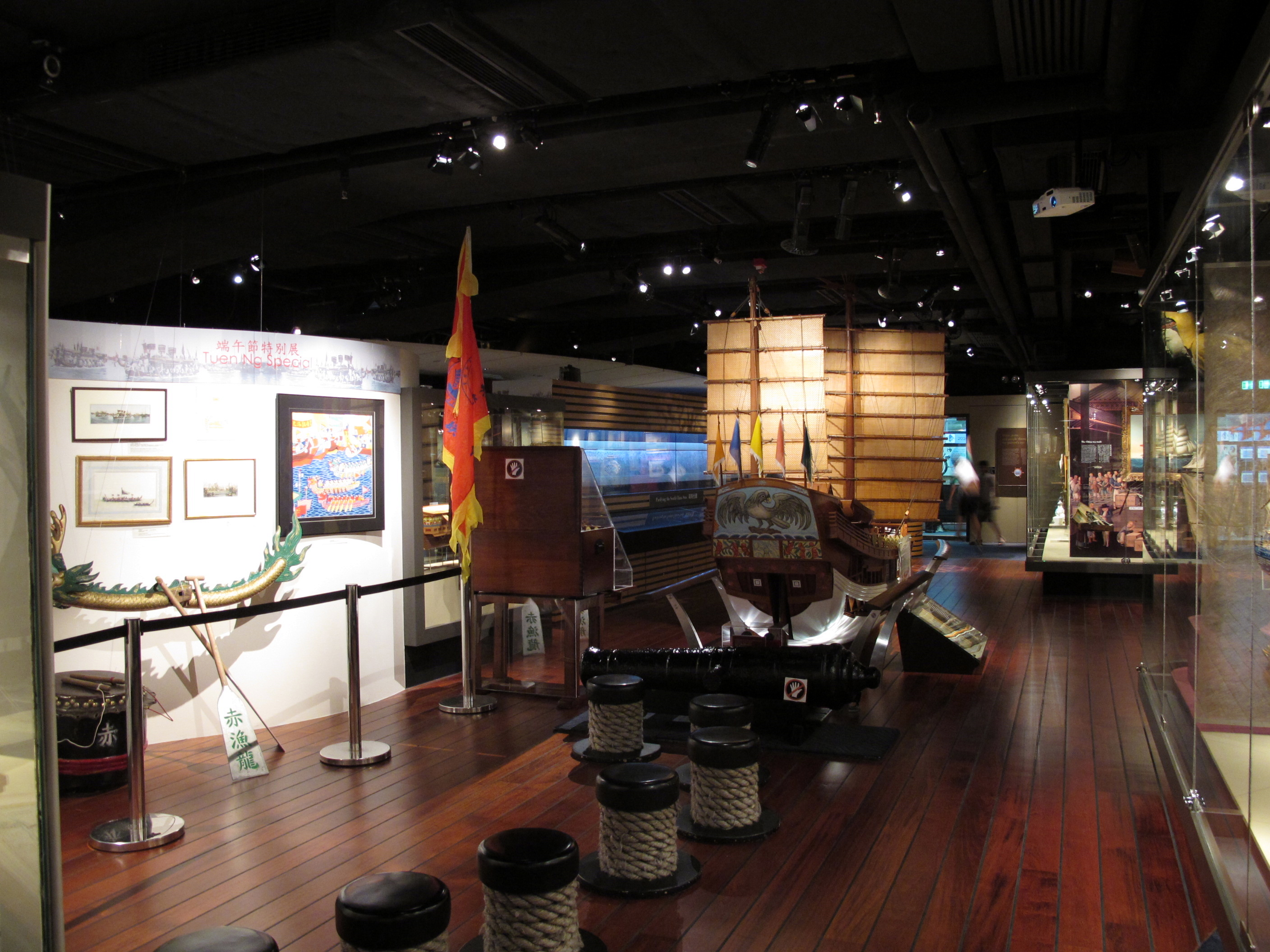
舊址古代館

舊館總面積為800平方米（每個展覽廳長23米、寬10.5米），分為古代館及現代館兩座展覽館：

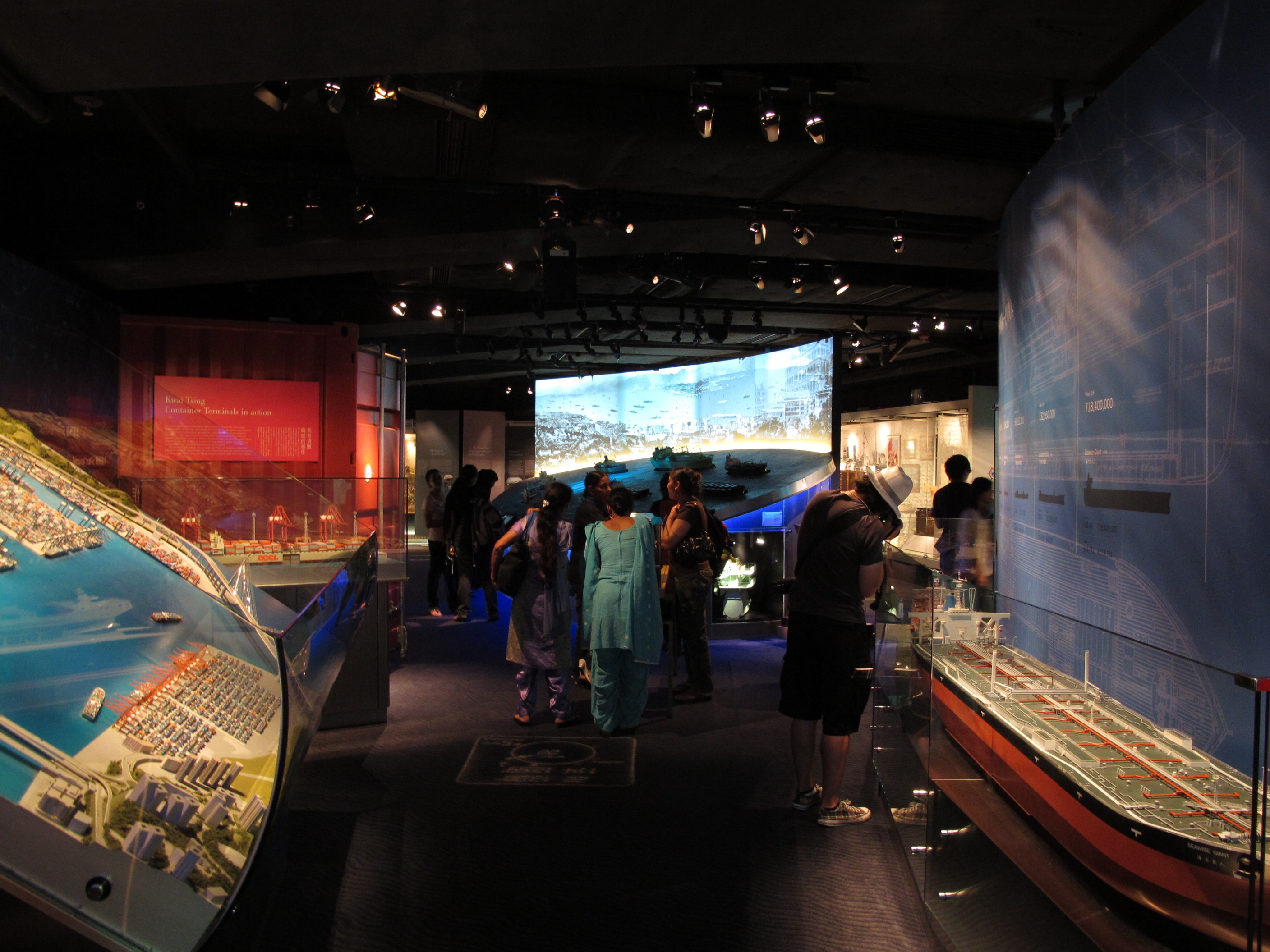
舊址現代館

- 古代館

1. 海事畫作
2. 中國沿岸與鄰邦的接觸
3. 西方遠洋的探索
4. 東南亞海上路線的銳變
5. 中國古代航運發展
6. 船舶模型

- 現代館近代中國貿易

1. 蒸汽年代
2. 駕駛室 （页面存档备份，存于）及電報室
3. 現代船舶錨地
4. 香港船運的演變
5. 貨櫃碼頭
6. 未來船舶

- 專題展覽

分別設於古代館及現代館內

### 新址
新館樓高4層，總面積為4,400平方米，比赤柱舊址大5倍，有19間展覽館，其中兩間供予租用，館藏達3,000件，並設有資源中心、咖啡館、禮品店和航海精品廊。新址引入了不少科技元素，例如將記敘清朝嘉慶年間清朝廷掃平海患的《靖海全圖》以高科技數碼掃描修化為動態版本，重現清朝水師圍剿海盜的事蹟等，當中記敘了在大嶼山對出海面與張保仔的大戰；卷軸由20幅精緻繪圖組成，全長達18米。《靖海全圖》動態版本分為兩個部分，一方面360度投射將其於巨型幕牆上，使到觀眾被影像所包圍，恍如置身當年戰場；另一方面，觀眾可以配合平板電腦在《靖海全圖》旁邊展開卷軸不同的篇章，隨意縮放圖像。此外，香港歷史博物館將會借出由清朝海關建造的橫瀾燈塔予香港海事博物館展示。
1. 中國航海歷史與文化
2. 近代中國貿易
3. 耆英號開拓新航程
4. 海盜
5. 建設維港
6. 中國海事現代化
7. 香港船隻和船廠
8. 創建現代化港口
9. 觀港廳
10. 海上通訊
11. 導航與氣象學
12. 客運
13. 海上消閒活動
14. 海底世界
15. 大海之音
16. 海洋之友
17. 顧宗瑞展廳
18. 董浩雲展廳
19. 艙梯
20. 太古海洋探知館

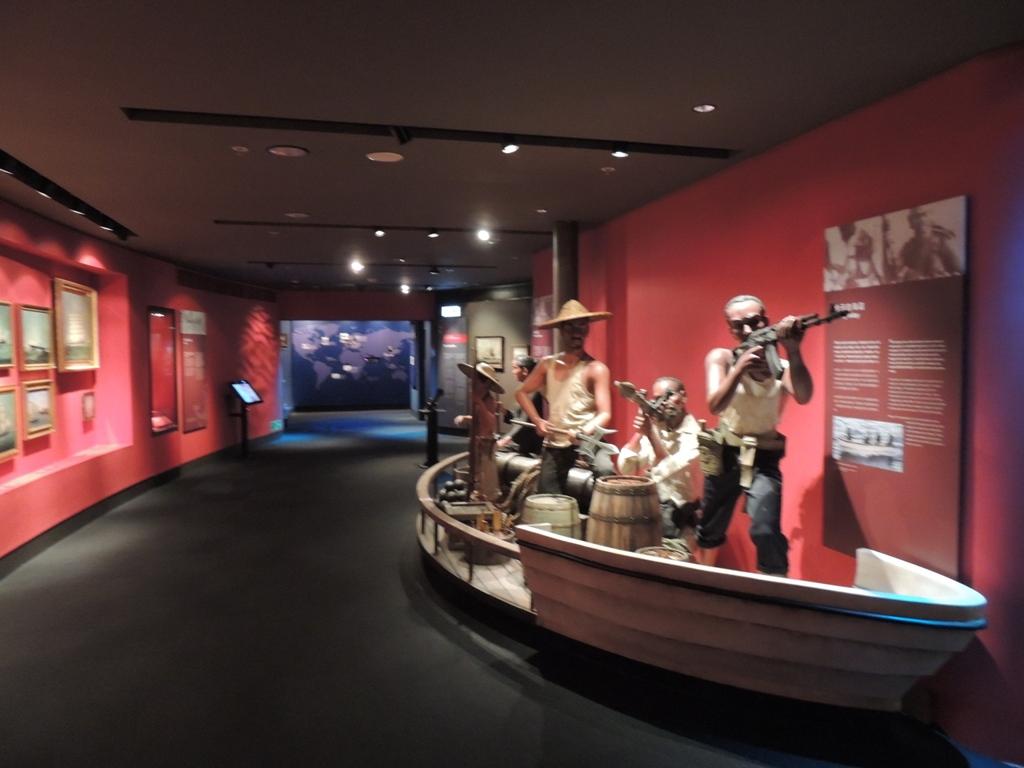
海盜
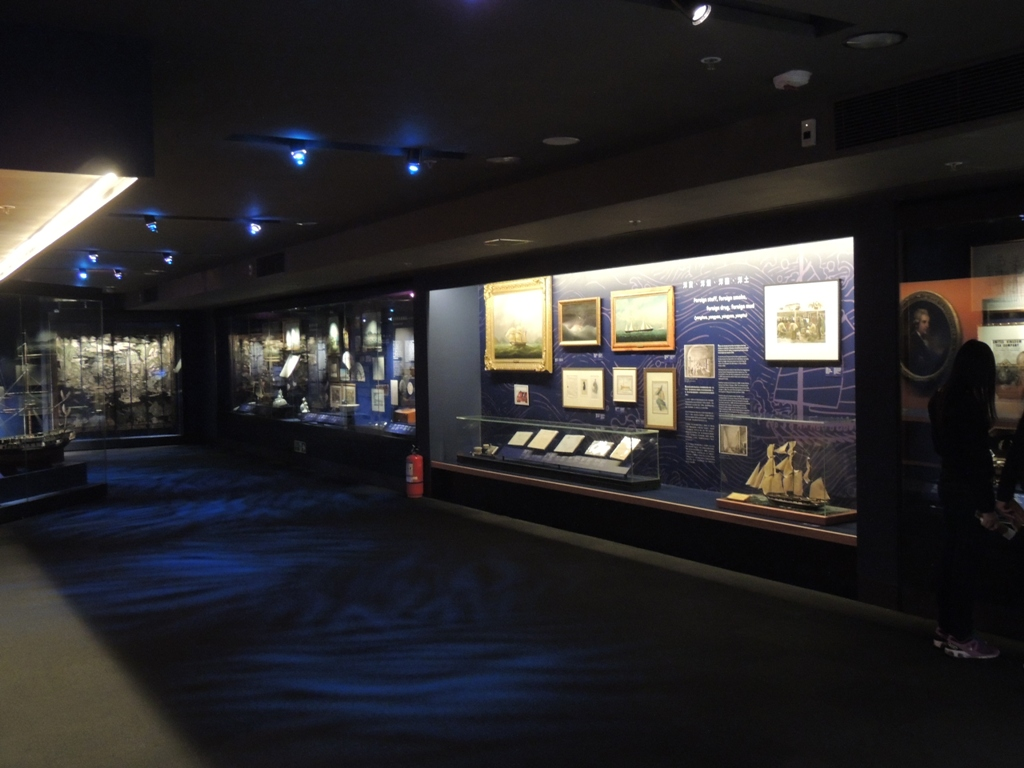
近代中國貿易
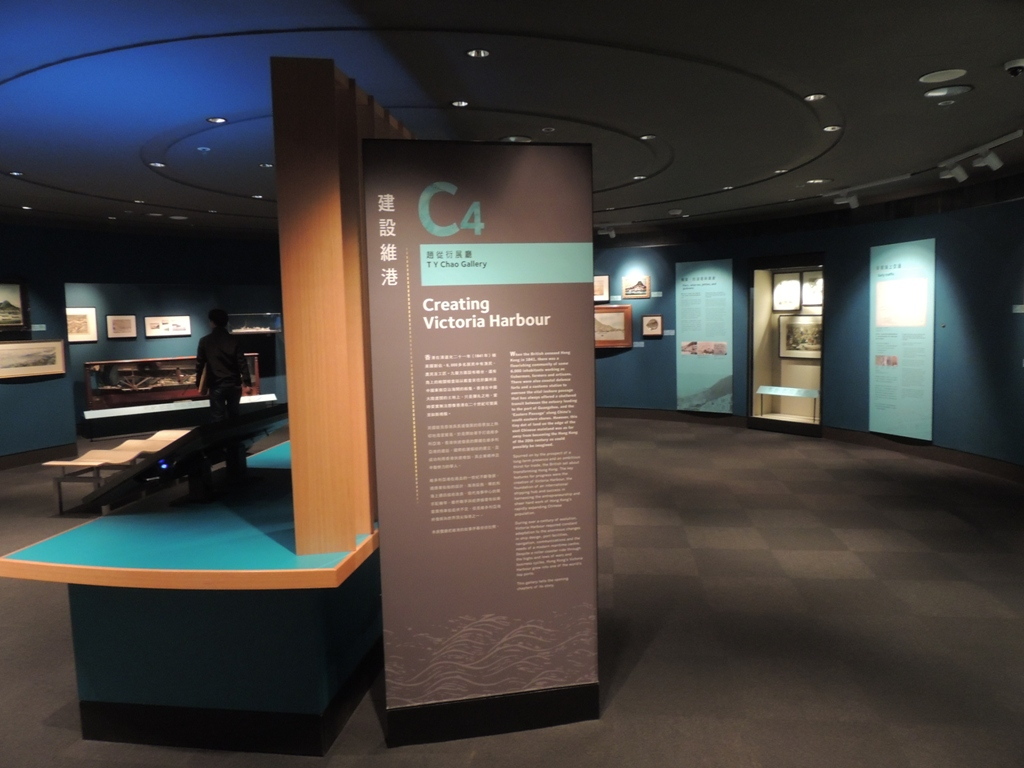
建設維港
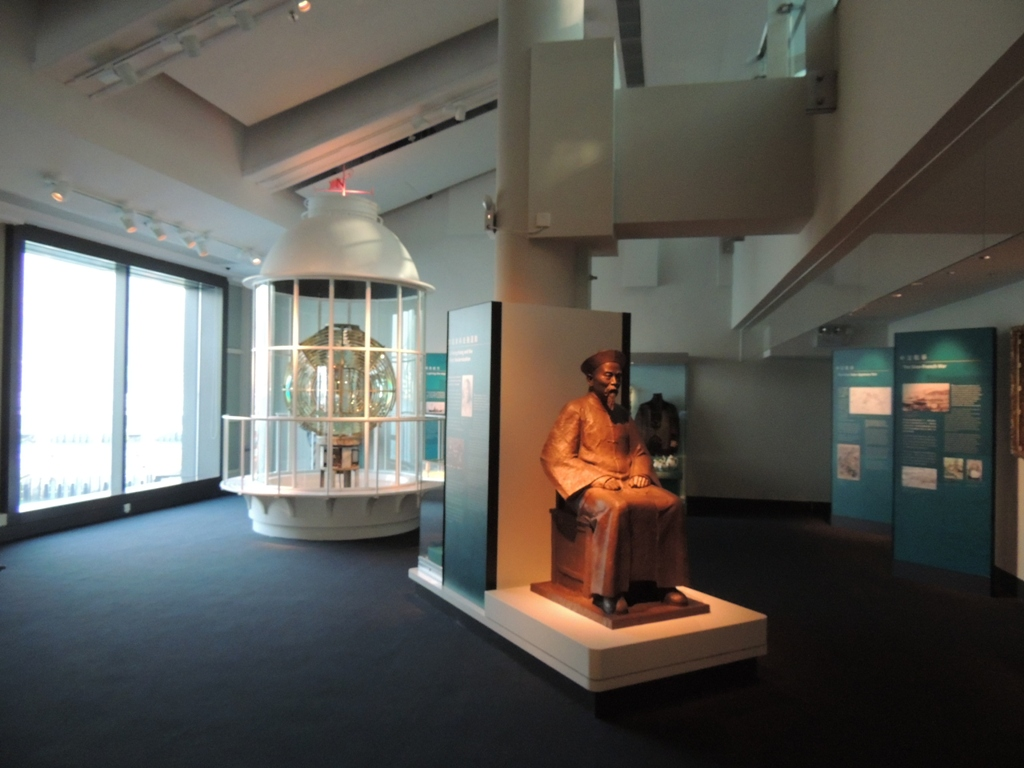
中國海事現代化
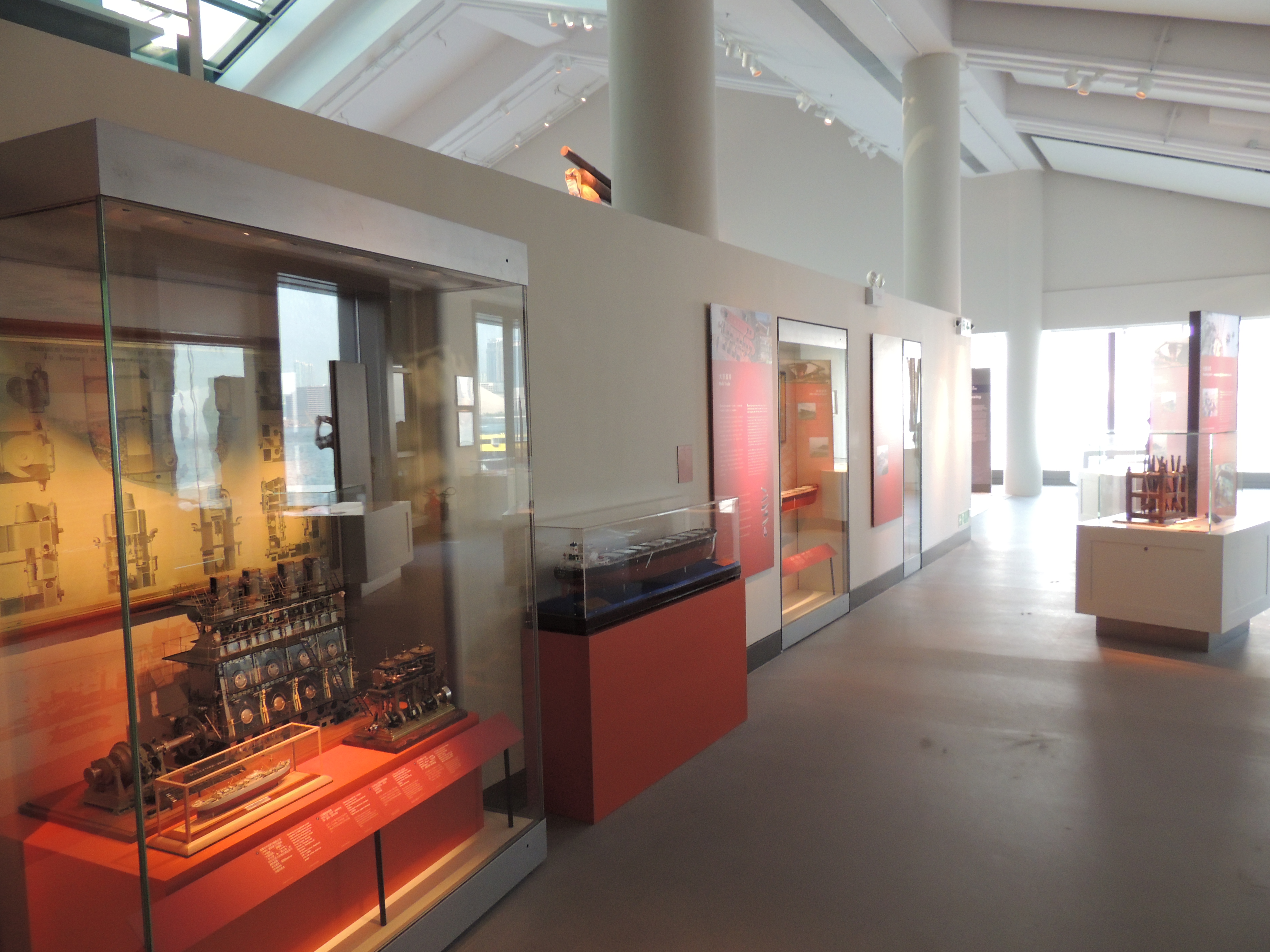
香港船隻和船廠
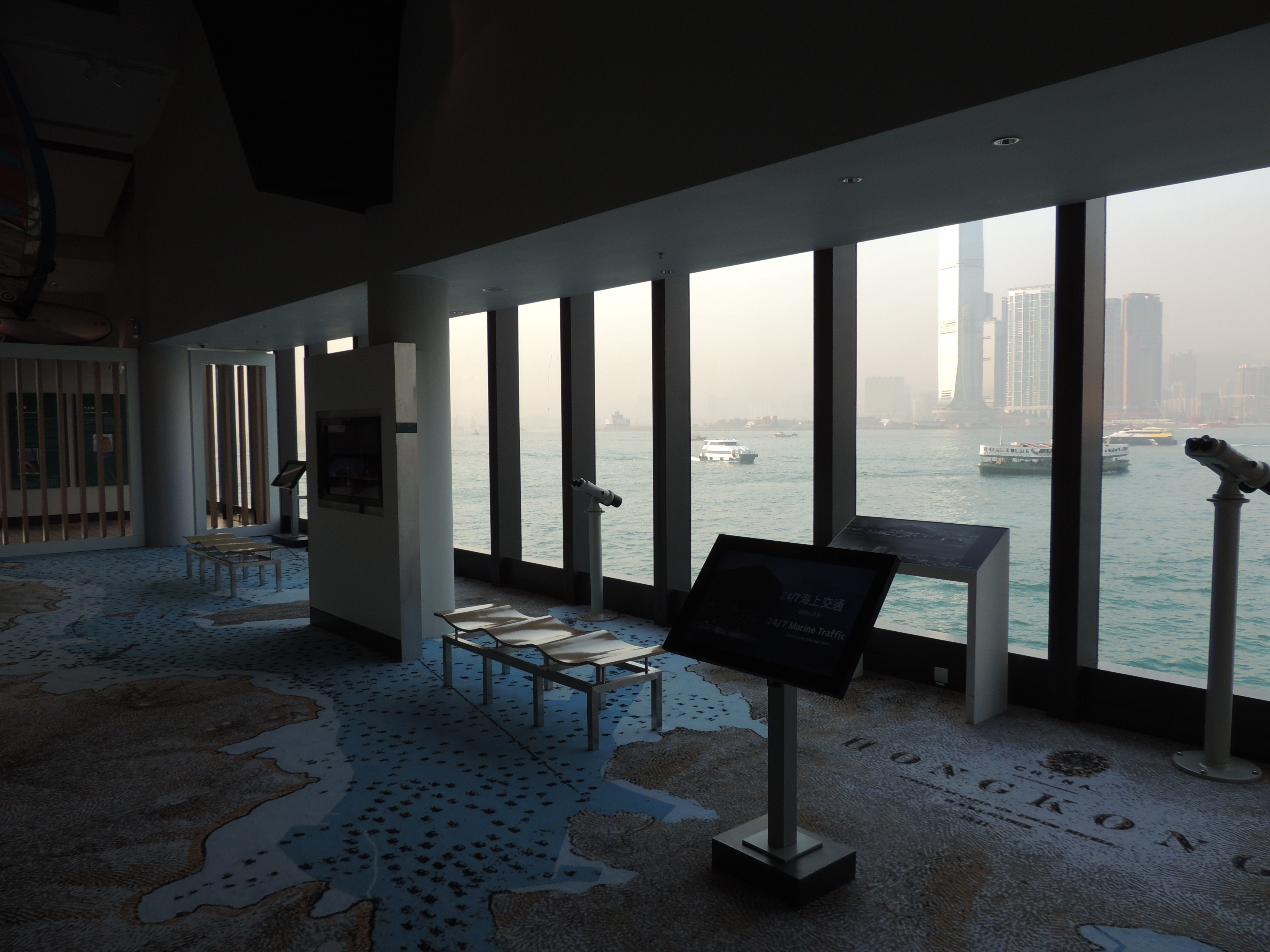
觀港廳
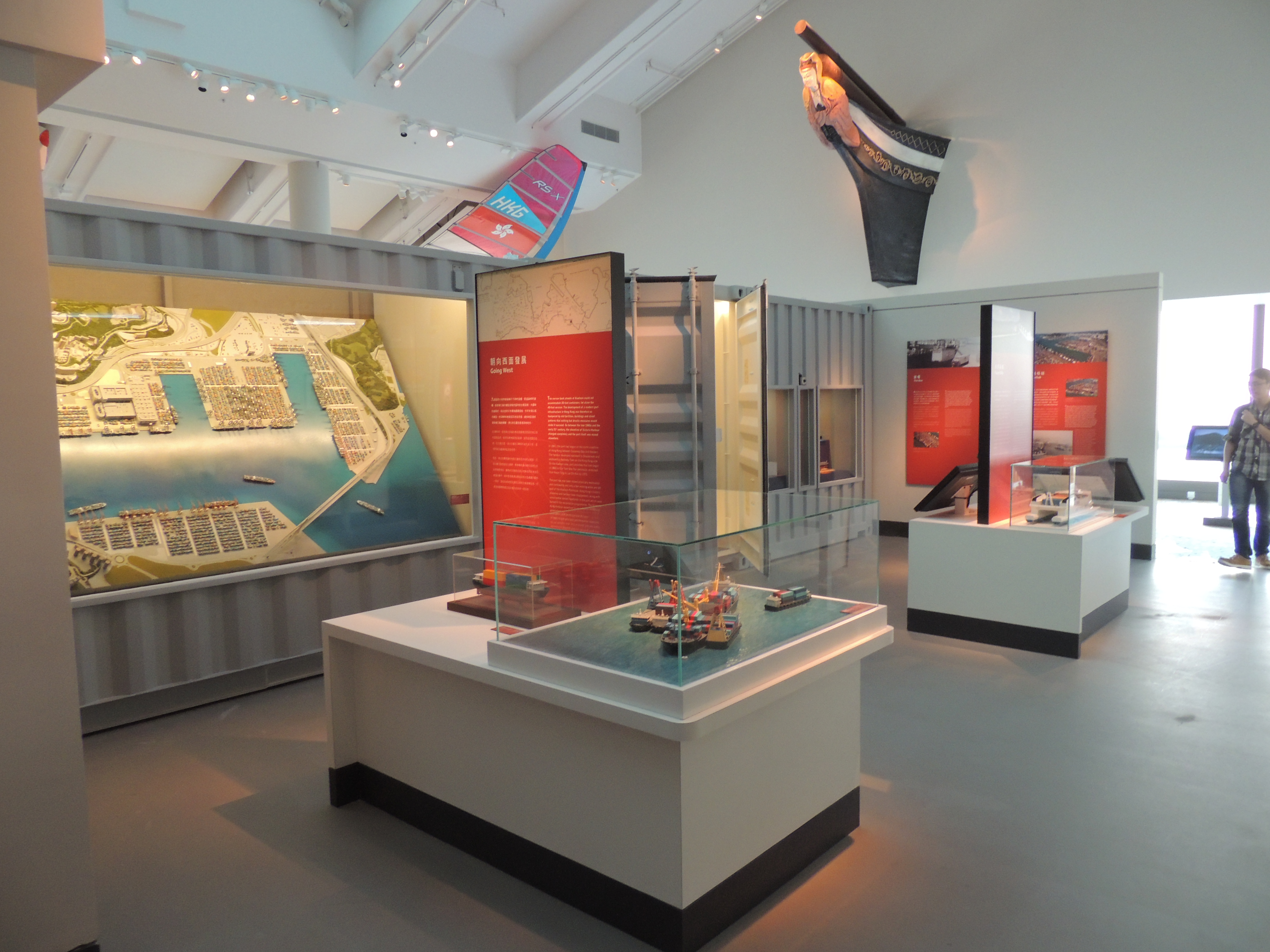
創建現代化港口
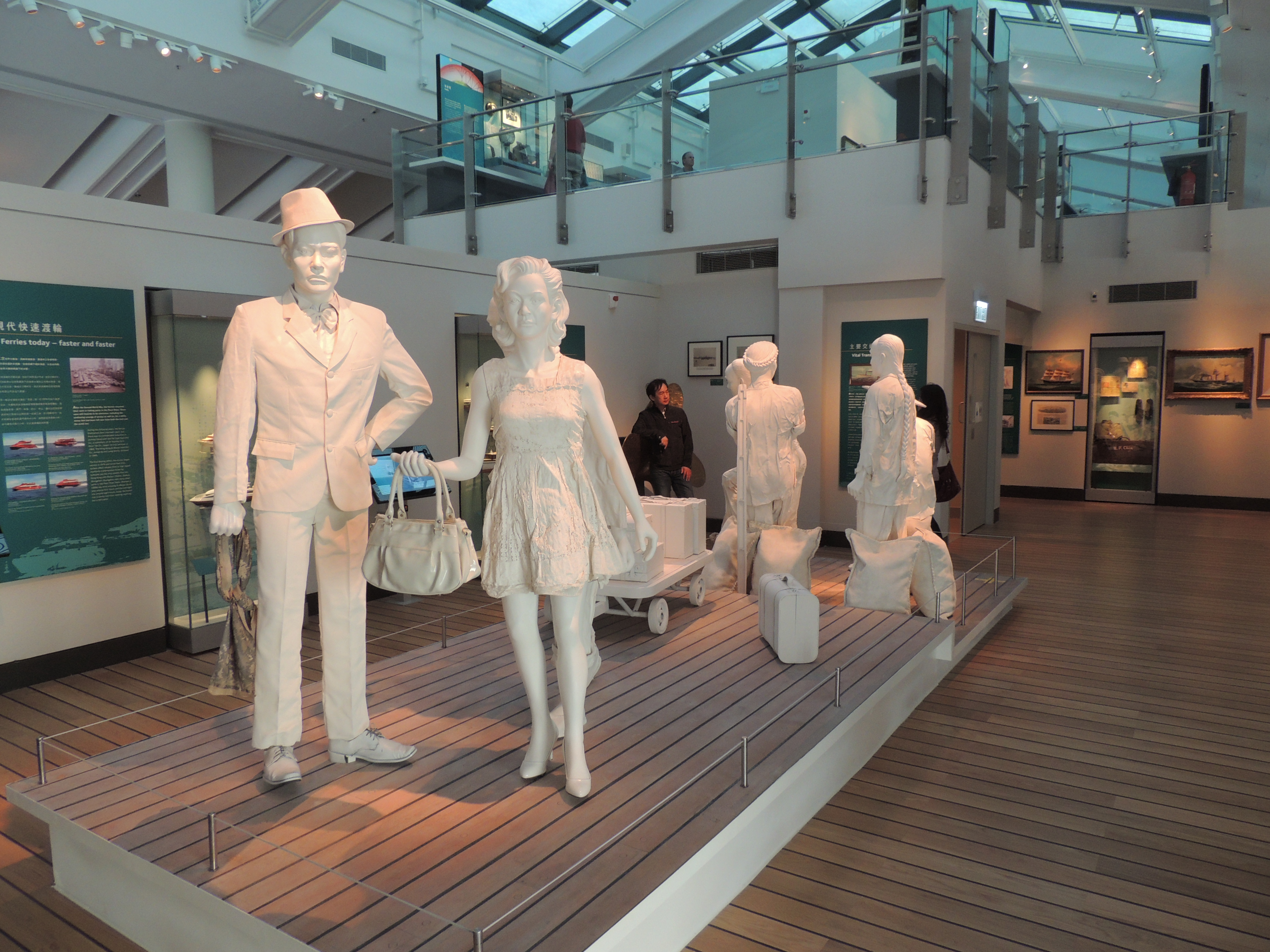
客運
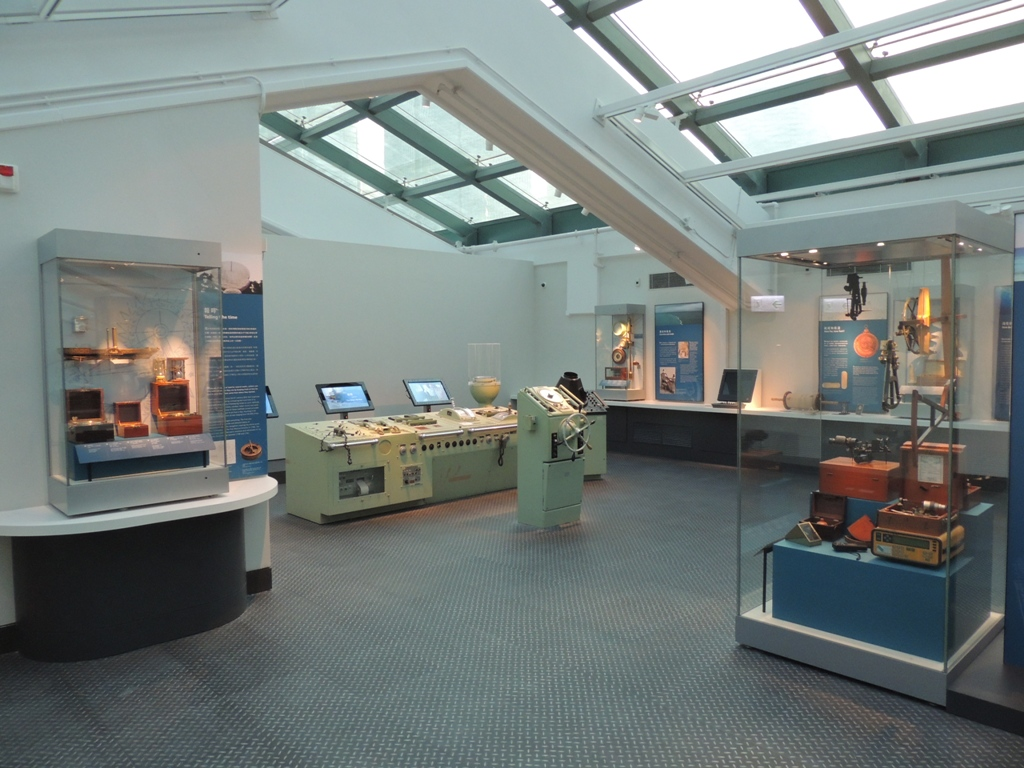
導航與氣象學
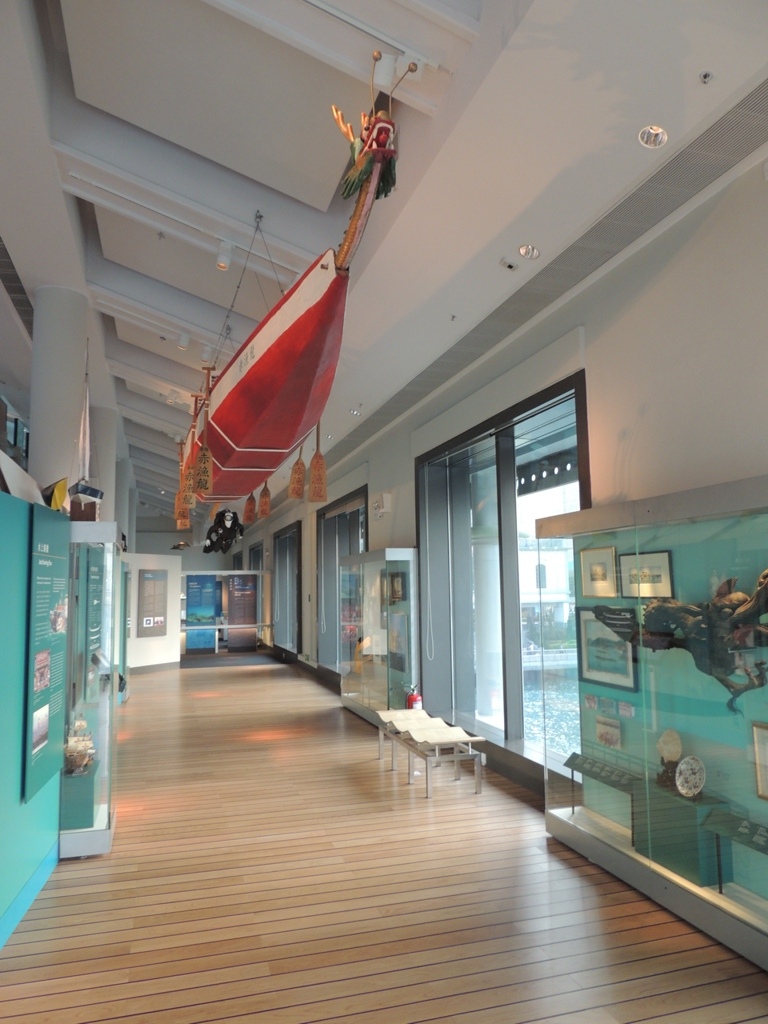
海上消閒活動

## 開放時間
- 星期一至星期五：早上九時半至下午五時半
- 星期六、日及公眾假期：早上十時正至下午七時正
- 農曆年初一及農曆年初二：休館

## 門票
- 成人：30港元
- 小童及長者：15港元
- 學生（持有效中學及大學的學生證）：15港元[11][12]

## 外部連結
- 香港海事博物館 （页面存档备份，存于） 官方網站
- 香港海事博物館 facebook 專頁
- 香港旅遊發展局－香港海事博物館 （页面存档备份，存于）
- 大航海時代：海事博物館《明報》，2005年10月8日
- 香港海事博物館圖片 （页面存档备份，存于）